# 뉴스 쇼 A타임
뉴스 쇼 A타임은 대한민국에서 월~금 오후 1시 50분~3시 50분에 텔레비전으로 방송하는 채널A의 주중 낮 뉴스 프로그램이었다. 방송 초기에는 3시부터 시작해 1시간 동안 방송이 되었으나 2012년 3월 12일부터 새 여자 앵커로 이언경 아나운서로 교체되면서 동시에 방송시간을 2시부터 4시까지 2시간 편성으로 확대되면서 지금에 이르고 있다.

## 채널A의 뉴스 프로그램
- 굿모닝! 채널A
- 채널A 12시 뉴스
- 채널A 뉴스 브리핑
- 뉴스A
- 스포츠 투나잇

## 동시간대 경쟁 프로그램
- JTBC 뉴스 사사건건 (JTBC)
- MBN 뉴스 M (매일방송)
- 뉴스와이드 참 (TV조선)